# 梅澤廉
梅澤 廉（うめざわ れん、1993年 〈平成5年〉4月26日 - ）は、日本テレビのアナウンサー。

## 来歴
神奈川県厚木市山際出身。身長181cm。
玉川学園小学部、玉川学園中等部、慶應義塾高等学校、慶應義塾大学法学部政治学科卒業。同年、2016年日本テレビ入社。同期入社は佐藤真知子、滝菜月。
中学・高校時代は野球部、大学時代は準硬式野球部に所属していた。
将来の夢は「（巨人戦の）野球中継を生実況」するとのことで、2017年10月からレギュラー出演をしている『ヒルナンデス!』内で、春日俊彰（オードリー）のキャッチコピーに「普段は空振り、当たれば大きい」と付けている。ただ、「大きい」とは言っているもののホームランとは言っていないため、“外野の深くまで行ったフライ（つまり、どのみちアウト）”の意味合いが強い。
入社3年目の2018年、8月に巨人戦の中継を担当して念願を叶えた。
2021年4月3日より大学の先輩であり、先輩アナの辻岡義堂の後を受けて、『ズームイン!!サタデー』第7代目総合司会として登板した。 また同期の佐藤真知子も2022年3月まで出演している（ロケ企画担当）。
2022年6月18日・25日放送分の『ズームイン!!サタデー』は、喉の治療のため欠席し、6代目総合司会を務めていた先輩、辻岡が代行した。

## 人物
- 父親は、公務員。
- 母方の祖父母が製あん業を営んでいたことから、甘い物が好き[6]でスイーツコンシェルジュの資格を所持している。
- 叔父（母の弟）は元プロ野球選手の水野雄仁[7][8]。
- 子供の頃は毎日6時には床につき、1日の約半分を布団で過ごしたため、小学校に上がった時点で身長が約135cm。その後バスケットボールを始めると、6年生では172cmになっていたという[6]。
- 一人っ子である。
- ベンチプレスのMAXは160kgである。

## 出演番組

### テレビ番組
太字は、現在出演中
- 日テレNEWS24
- スポーツ中継
- ZIP! - フィールドキャスター[9]
  - 月・火曜担当（2016年10月3日 - 2017年3月28日）
  - 火・水曜担当（2017年4月4日 - 9月27日）
- Going!Sports&News（2017年4月2日 - 9月30日）- アシスタント（土曜担当）
- ヒルナンデス!
  - アシスタント（2017年10月2日 - 2020年9月25日）
  - アシスタント 兼 ニュースコーナー（隔日交代、2020年9月28日 - 2021年3月26日）
  - ｢ファッションセンスランキング男性アナウンサーSP」（2021年10月7日）
  - 月曜ニュースコーナー担当（2023年4月3日 - 2024年3月25日）
- Oha!4 NEWS LIVE（2021年4月1日 - 9月30日）- 木曜ニュース・スポーツキャスター[10]
- ズームイン!!サタデー（2021年4月3日 - 2025年3月29日[11]）- 7代目総合司会
- NNNニュースサンデー（2021年4月18日 - ）
- バケット（2022年4月 - 2023年3月30日）- VTR企画レギュラー
- 深層NEWS（2023年4月3日 - 2024年3月25日）- 月曜サブキャスター
- news every.サタデー（2025年4月5日 - ）

### テレビドラマ
- 逃亡医F 第3話（2022年1月29日）- 結婚式司会者 役
- 真犯人フラグ 第14話（2022年1月30日）
- 若草物語-恋する姉妹と恋せぬ私- 第8話（2024年12月1日）- 漁師風の男 役